# Gryllotalpa micropthalma
Gryllotalpa micropthalma är en insektsart som beskrevs av Lucien Chopard 1936. Gryllotalpa micropthalma ingår i släktet Gryllotalpa och familjen mullvadssyrsor. Inga underarter finns listade i Catalogue of Life.